# جورج سبينس
جورج سبينس (بالإنجليزية: George Spence)‏ (27 سبتمبر 1877 في المملكة المتحدة - ) هو لاعب كرة قدم بريطاني (وحمل سابقاً جنسية المملكة المتحدة لبريطانيا العظمى وأيرلندا) في مركز الدفاع. لعب مع بريستون نورث إيند وديربي كاونتي ونادي ريدنغ ونادي سانت ميرين ونادي ساوثهامبتون وهال سيتي ونادي كلايد ونادي غاينسبورو ترينيتي ونادي كاودينبيث لكرة القدم.